# Хань Фей
Хань Фей (кит. 韓非, пін. Hán Fēi; 280—233 до Р.Х.) — давньокитайський філософ, один із апологетів легізму.

## Біографічні відомості
Хань Фей належав до правлячої родини  царства Хань, що мала кланове ім'я Хань. Ця родина у свою чергу вела генеалогію від дому Чжоу (прізвище Цзі 姬). Відомо, що він навчався у Сюнь-цзи, брав участь в управлінні державою, щоправда, запропонована ним законодавча реформа була відхилена. Його головний твір «Хань Фей-цзи» високо оцінив імператор Ши-Хуан. Ця праця є узагальненням існуючих легістських концепцій, деяких ідей моїзму та даосизму, історичного досвіду Китаю.

## Ідеологія
Спостерігаючи піднесення царств (Цинь) та їх ослаблення (його рідне Хань), Хань Фей дійшов висновку, що головні причини загибелі держав пов'язані із станом центральної влади. Що слабкіший правитель і бракує твердих законів, то сильніші шляхетні сімейства, які для свого вдоволення будують розкішні палаци, розоряючи тим самим народ. Що бідніший народ, то бідніша держава. Тоді процвітають маґи, і люд «захоплюється жертвопринесеннями духам». Відновити порядок можна, тільки подолавши ці перешкоди. Мудрий і сильний правитель повинен спиратися на справедливі закони, вміти використовувати силу влади і вправно керувати людьми. Закони мають бути обов'язковими для всіх — і шляхетних, і простих людей. Закон виконується через покарання та нагородження, але головним є покарання, яким мало б бути «покарання знищенням». Тоді суворість законів викличе жах, усі будуть слухняними і карати буде нікого. Мистецтво управління важливе тому, що інтереси правителя і чиновників, тобто тих, хто буде впроваджувати закони в життя, — протилежні.
Проблему обґрунтування політичної концепції Хань Фей розв'язує, виходячи з принципу утилітаризму, притягуючи найрізноманітніший за змістом матеріал. Онтологія близька до лаоської. Він приймає закон дао як природний закон речей. Але замість де вводить поняття лі — частковий закон, конкретний прояв дао у речах. Людина може правильно діяти, пізнавши дао та лі. Основний зміст теорії пізнання збігається з інтерпретацією Сюнь-цзи поглядів моїстів, але з посиленням акценту на залежність істинності від користі.
В галузі моралі Хань Фей доходить висновку, що природа людини егоїстична, тобто схильна до вигоди і несприйнятна до біди. Незважаючи на зовнішню схожість із «злою природою людини» у Сюнь Цзи, себелюбство не оцінюється з позицій добра і зла. Природа людини полягає в дотримуванні своїх інтересів і її неможливо змінити, але можна використати. Мораль — не вроджене почуття, а відповідність користі людини і користі держави — всі розмови про «людинолюбство, обов'язок, любов і милість» — даремна витрата часу. Вигоду держави визначає закон, отже поза законом добро і зло не існує.
Що стосується філософських проблем, то теоретичні побудови Хань Фея не несуть в собі нових ідей. Мислитель немов підсумовує певний етап розвитку філософської думки Китаю, хоча й розв'язував він зовсім інші питання. Вимоги обґрунтування певної політичної концепції привели його до необхідності перероблення культурної спадщини та поглядів сучасників.